# Квардаков, Александр Васильевич
Александр Васильевич Квардаков (1899—1918) — матрос 1—го берегового отряда Москвы.

## Биография
Родился в Москве в семье истопника. После окончания четырёх классов работаk в цинкографии. В октябре 1917 года участвовал в боях на Остоженке против юнкеров. В марте 1918 года добровольно вступил в 1-й береговой отряд. В начале августа 1918 года 1-й береговой отряд был переброшен из Москвы на Север для сдерживания войск Антанты. Квардаков принял участие в крупном лесном сражении против интервентов на дороге Тегра — Обозерская.
В сентябре 1918 во время штурма моряками опорного пункта английских интервентов около Северной Двины был смертельно ранен пулей в горло.
В середине сентября 1-й береговой отряд был отозван в Москву. Отряд доставил тело в Москву. Квардаков похоронен у Кремлёвской стены.